# Turkus (barwa)
Turkus – barwa niebieskozielona. Nazwa pochodzi od barwy kamienia szlachetnego – turkusu.
Kod barwy w systemie szesnastkowym: #40E0D0.